# Neolinognathus
Neolinognathus – rodzaj wszy należący do rodziny Neolinognathidae, pasożytujących na ryjkonosach i powodujących chorobę zwaną wszawicą.
Gatunki należące do tego rodzaju nie posiadają oczu. Antena składa się z 5 segmentów bez wyraźnego dymorfizmu płciowego. Przednia para nóg jest wyraźnie mniejsza i słabsza, zakończona słabym pazurem. Środkowa i tylna para nóg wyraźnie większa od przedniej pary. Cało kształtu wyraźnie wydłużonego.
Neolinognathus stanowią rodzaj składający się obecnie z 2 gatunków:
- Neolinognathus elephantuli
- Neolinognathus praelautus